# Ludwig Wenzler
Ludwig Wenzler (* 29. srpna 1938, Endingen am Kaiserstuhl) je německý římskokatolický teolog.

## Životopis
Wenzler studoval teologii, promoval v roce 1978 a v roce 1988 habilitoval. Pracoval jako vyučující na Albert-Ludwigs-Universität Freiburg, v roce 1995 byl jmenován profesorem. Zabývá se ruskou náboženskou filozofií, odkazem Emmanuela Lévinase, fenomenologií svatých a antropologickými přístupy k víře.
V období 1990 až 2002 byl ředitelem Katholische Akademie ve Freiburgu.

## Dílo (výběr)
- Welche Wahrheit braucht der Mensch?, Katholische Akademie der Erzdiözese Freiburg, Freiburg im Breisgau 2003
- Das Antlitz, die Spur, die Zeit, 1987
- Mut zum Denken, Mut zum Glauben, Katholische Akademie der Erzdiözese Freiburg, Freiburg im Breisgau 1994
- Die Stimme in den Stimmen, Patmos-Verlag, Düsseldorf 1992
- Der Sinn der Liebe, Vladimir Solovʹev, Meiner, Hamburg 1985
- Die Zeit und der Andere, Emmanuel Lévinas, Meiner, Hamburg 1984
- Die Freiheit und das Böse nach Vladimir Solov’ev. Verlag Karl Alber (Symposium 59), Freiburg / Mnichov 1978. ISBN 3-495-47400-5